# Лужнецкая набережная
Лужне́цкая на́бережная — набережная на юго-западе района Хамовники Центрального административного округа города Москвы.
Идёт по излучине Москвы-реки от Фрунзенской набережной и Андреевских мостов, автомобильного и железнодорожного, до Новодевичьей набережной и мостов Бережковского автомобильного и Лужнецкого (Нового Краснолужского) железнодорожного.
Протяжённость — 3,5 км, расстояние по прямой между крайними точками дуги — 2,3 км.

## Происхождение названия
Получила название в начале XX века по находившимся в этой местности урочищу Лужники и селу Лужниково (по другим данным — в 1923 году). Ранее части набережной именовались Воробьёвской и Новодевичьей набережными.

## История и современность

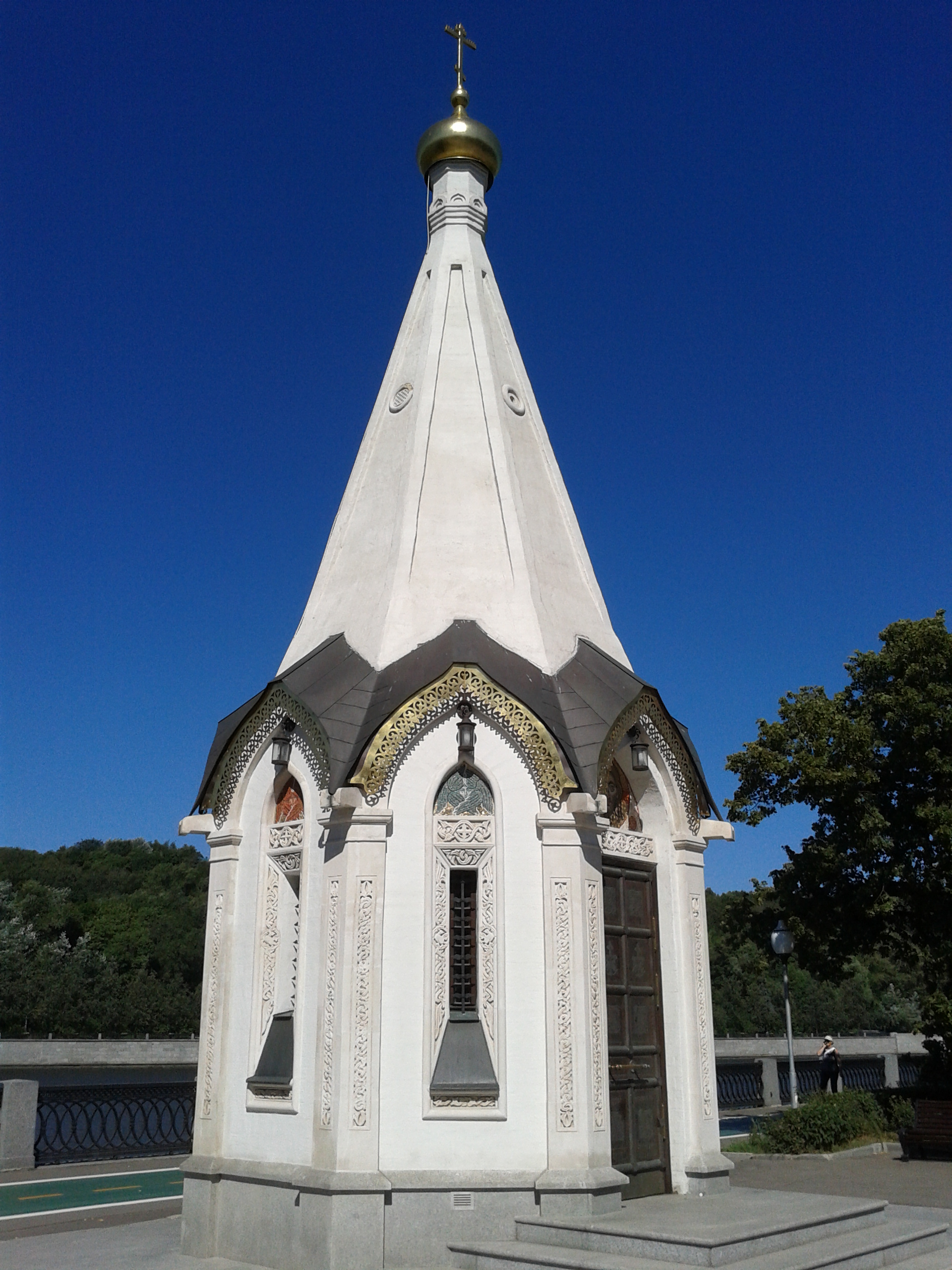
Часовня равноапостольного князя Владимира в Лужниках

Набережная первоначально проходила приблизительно до того места, где теперь расположен центральный причал стадиона. Там был перевоз через Москву-реку на Воробьёвы горы. В начале набережной возникли небольшие промышленные предприятия, в том числе красочная фабрика Ф. Байера (впоследствии завод «Союз»). В 1926 году набережная, как и все Лужники, пострадала от наводнения.
В начале 1950-х годов в набережную вошла Воробьёвская (на левом берегу) и часть Новодевичьей набережной.
В 1956 году во время строительства Центрального стадиона им. Ленина набережная на всём протяжении была облицована гранитом и благоустроена. В 1958 году над набережной построен двухъярусный Лужнецкий метромост со станцией метро «Воробьёвы горы».
В 2005—2007 годах на территории заводов «Союз» и «Гелиймаш» планировалось строительство многофункционального комплекса средней этажности площадью 350 тыс. м² «Третий Рим» (развлекательные центры, торговая зона, гостиница, офисные помещения, апартаменты, кафе, рестораны, магазины, детские и спортивные площадки, искусственный водоем с фонтаном, бульвар, сквер). Доля апартаментов — 249 тыс. м², доля офисов — 43 тыс. м². Этажность зданий будет постепенно снижаться по направлению к реке с 12 до 5. Проект застройки демонстрировался на выставке «Экспо-Реал» в Мюнхене в октябре 2007 года. Однако данный проект не был реализован, территории заводов сдаются в аренду под офисные и складские помещения.
В 2016 году на Лужнецкой набережной завершилась комплексная реконструкция и благоустройство. Работы проходили в рамках общего обновления к Чемпионату мира по футболу — 2018 всей территории и объектов Олимпийского комплекса «Лужники». Автором концепции благоустройства набережной выступило бюро Wowhaus.
В ходе работ были выделены спортивная направленность этого места и его ориентация на пешеходов и велосипедистов. Так, проезжую часть на набережной сократили до двух полос, а освободившееся пространство выделили под пешеходную зону (располагается ближе к воде), велосипедную дорожку, дорожку для катания на роликах и беговую дорожку с прорезиненным покрытием. Длина дорожек составляет около трёх километров.
В пешеходной зоне на набережной установлены скамейки для отдыха, высажены деревья и кустарники. Со стороны Престижной аллеи обустроен спуск к воде в виде амфитеатра с деревянными ступенями. На набережной также оборудованы воркаут-площадки, камеры хранения, туалет.

## Дома и организации

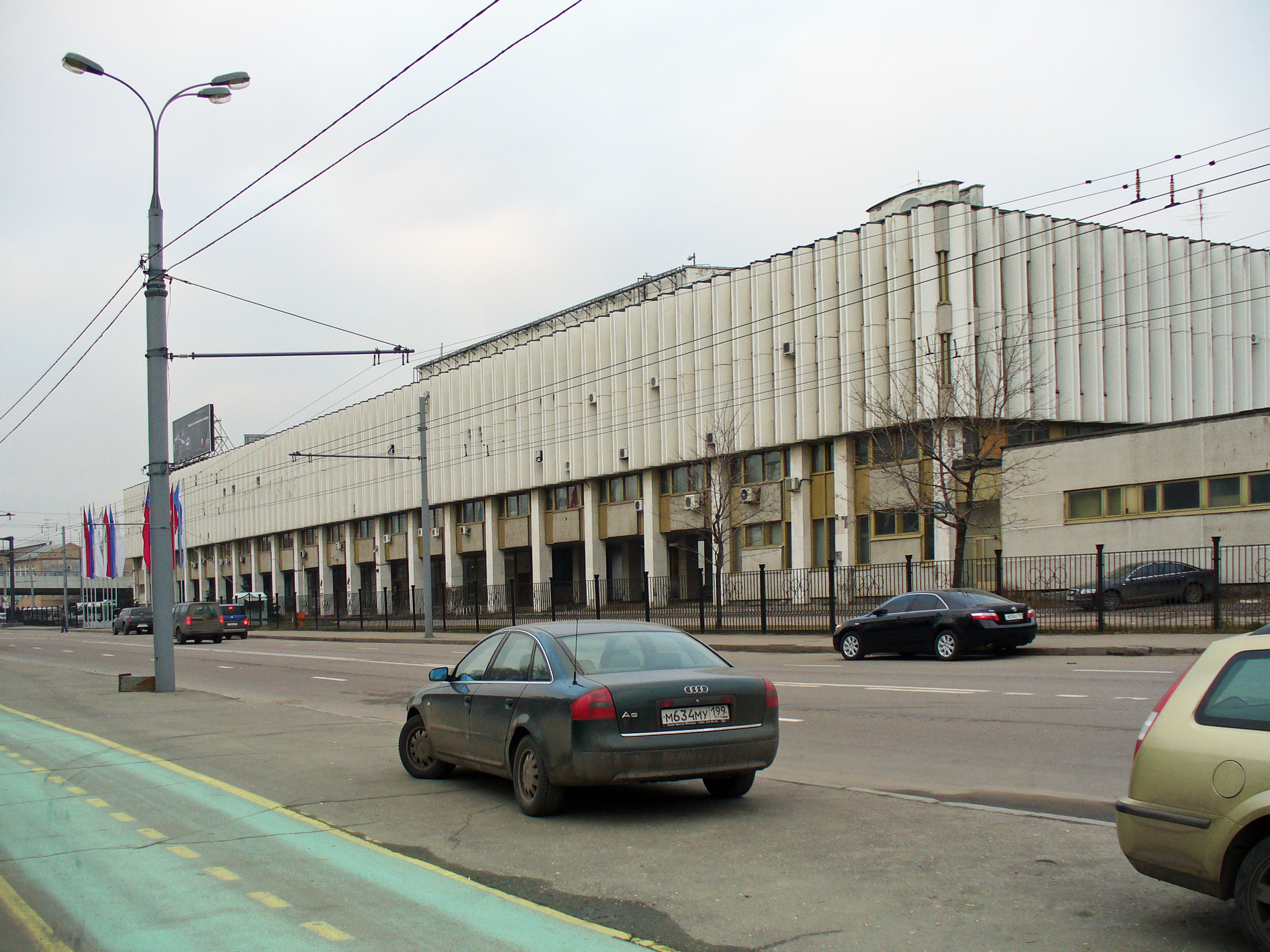
Олимпийский комитет России

Дома сосредоточены в начале улицы (расстояние от начала первого до конца последнего, десятого дома по прямой — около 670 м), дальше идут строения Олимпийского комплекса «Лужники», прописанного по улице Лужники. Жилые дома и население отсутствуют. Проезд по улице и прилегающим улицам ограничен, шлагбаумы и охрана.
Все дома улицы чётные. На улице есть дома 2/4, 6, 8, 10а, 10б. Кроме того, в большинстве справочников, а также в адресах доставляемой корреспонденции дом 24 по улице Лужники, по которому прописан весь Олимпийский комплекс «Лужники», вопреки Постановлению Правительства Москвы от 17 апреля 2001 г. № 356-ПП, по-прежнему относится к Лужнецкой набережной.
- № 2/4 — завод «Союз» с его многочисленными корпусами, огромное количество фирм, и их становится всё больше, в том числе и за счёт строительства и реконструкции многочисленных строений. По адресу дом 2/4, стр. 4 находится музей Ар Деко[15]. По адресу дом 2/4, корп. 3А находится офис одного из лидеров рынка по продаже магнитных материалов в России компании «МагнитМС»[16]
- № 6 — один из офисов «Транскредитбанка» (когда-то был головным, а сейчас там располагаются дочерние фирмы банка) и медицинская фирма «Оргмед».
- № 8 — крупное здание Олимпийского комитета России вместе с федерациями плюс несколько фирм (турфирма и другие).
- № 10а — небольшая огороженная территория, где с конца 2007 года расположена фирма «Торговый дом „Энергосервис“». Кроме того, там находятся строительная фирма «Таганка-мост».
- № 10б — несколько не связанных между собой огороженных территорий. Главная из них — это завод «Гелиймаш», который вместе с заводом «Союз» образует одну большую огороженную территорию, разделённую внутренним ограждением. «Гелиймаш» меньше «Союза», но и там в разных корпусах есть фирмы. Другие огороженные территории небольшие, находятся по другую сторону Комсомольского проспекта, там находится бензозаправка «Бартли».

## Общественный транспорт
- Станция метро  Воробьёвы горы — на пересечении с Комсомольским проспектом.
- Станция метро  Спортивная и станция МЦК  Лужники.
- По набережной проходят маршруты автобусов (от Лужнецкой эстакады до улицы Лужники): с216, с249, с755, 220, 379.

## Галерея

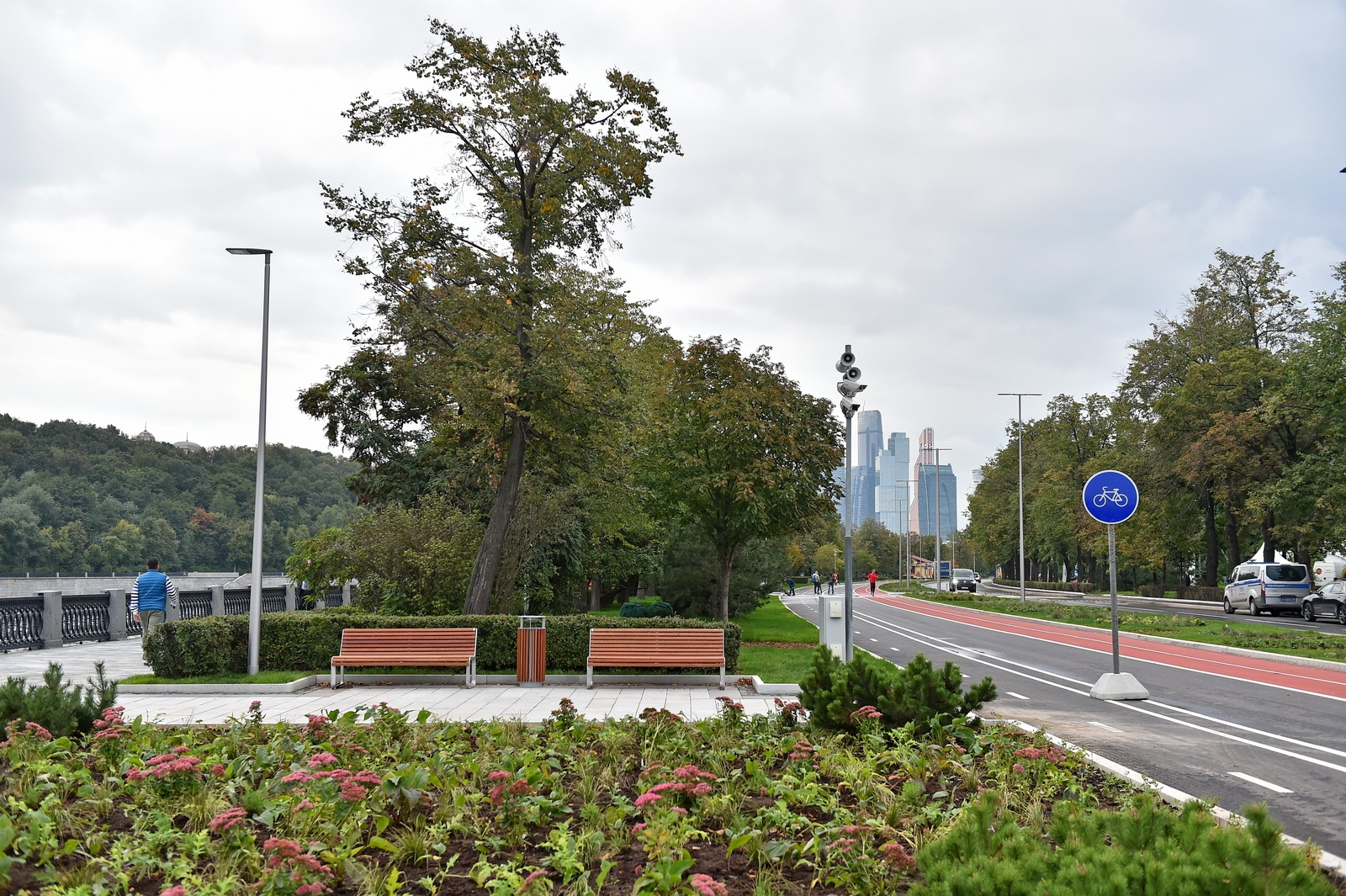
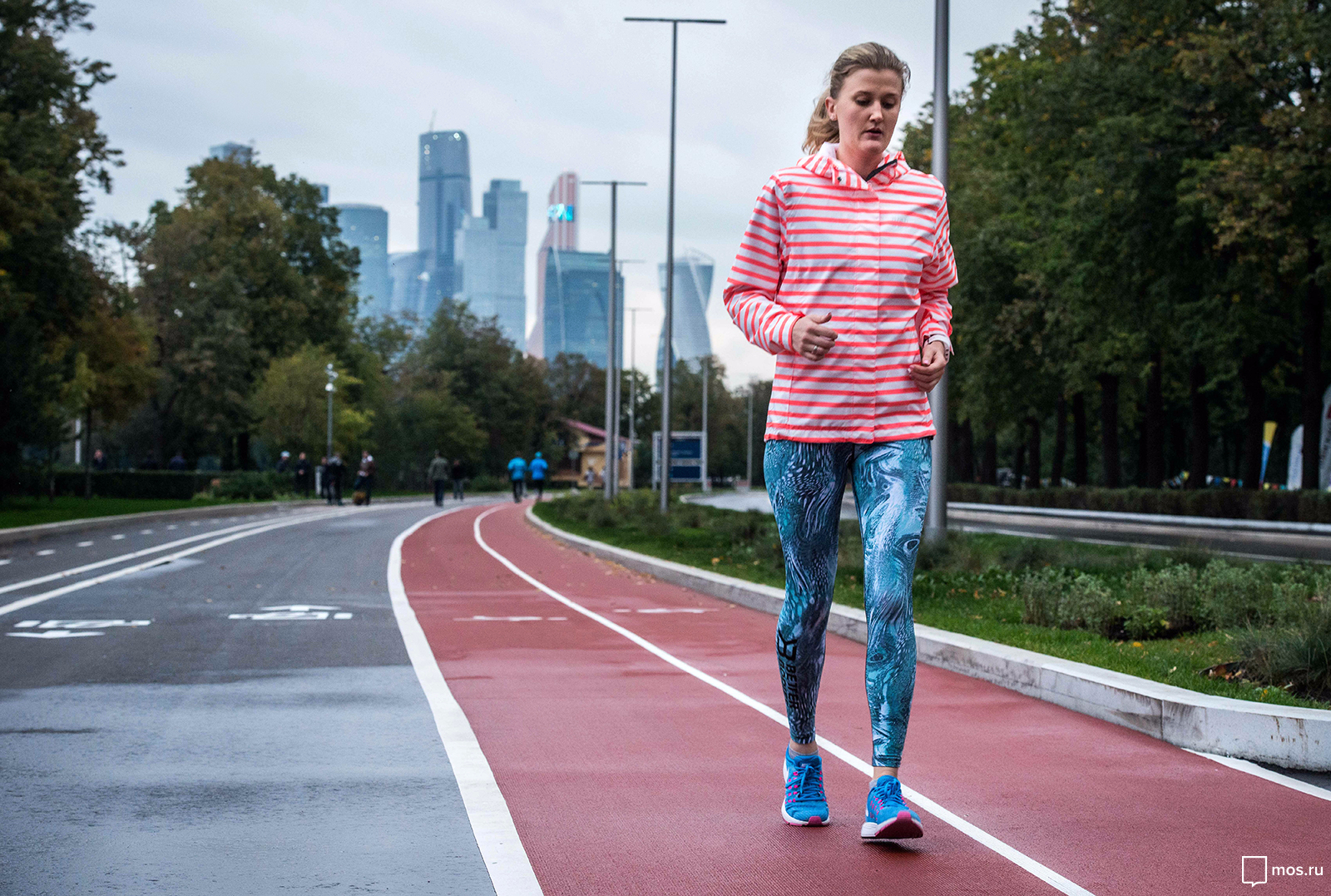
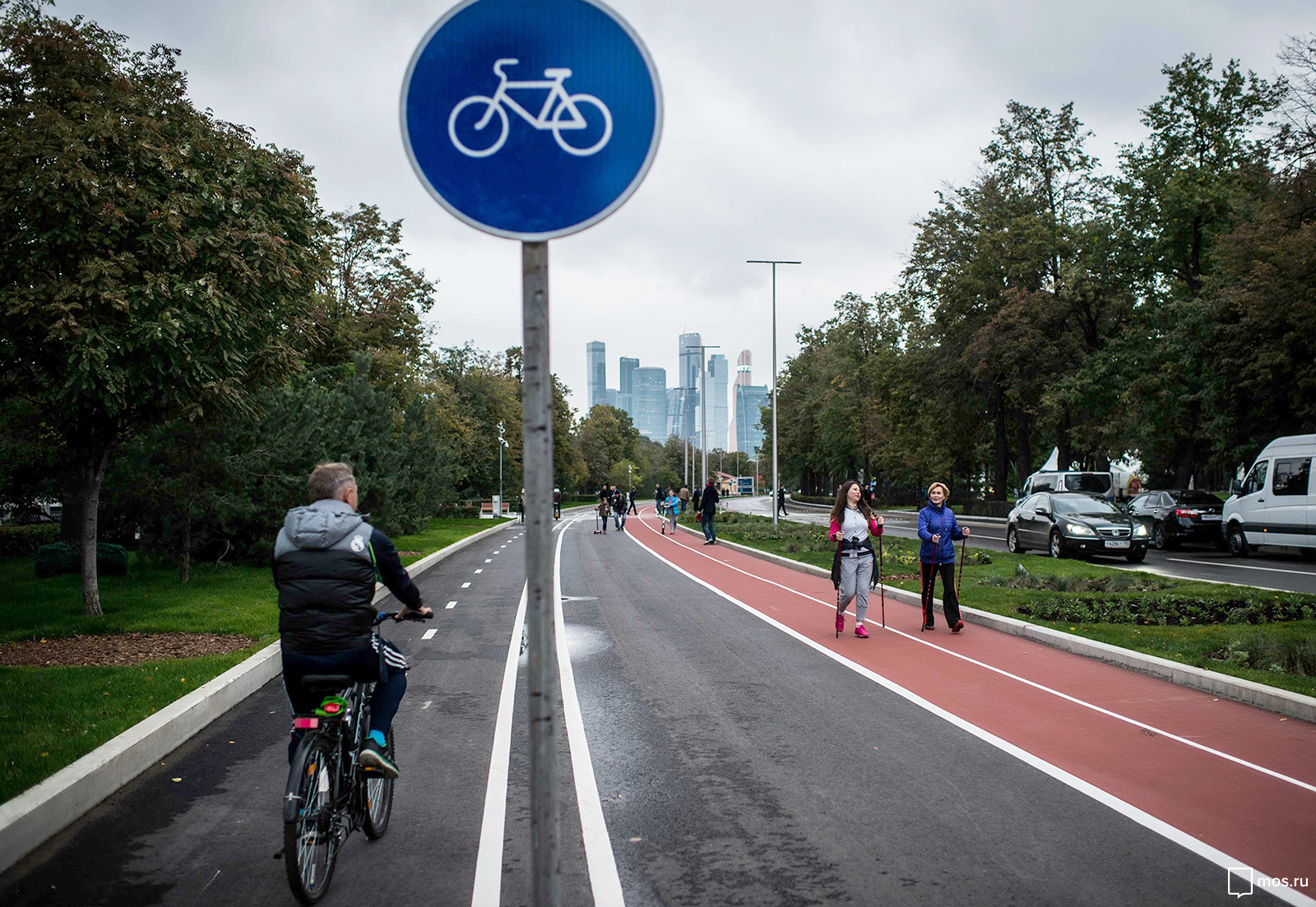
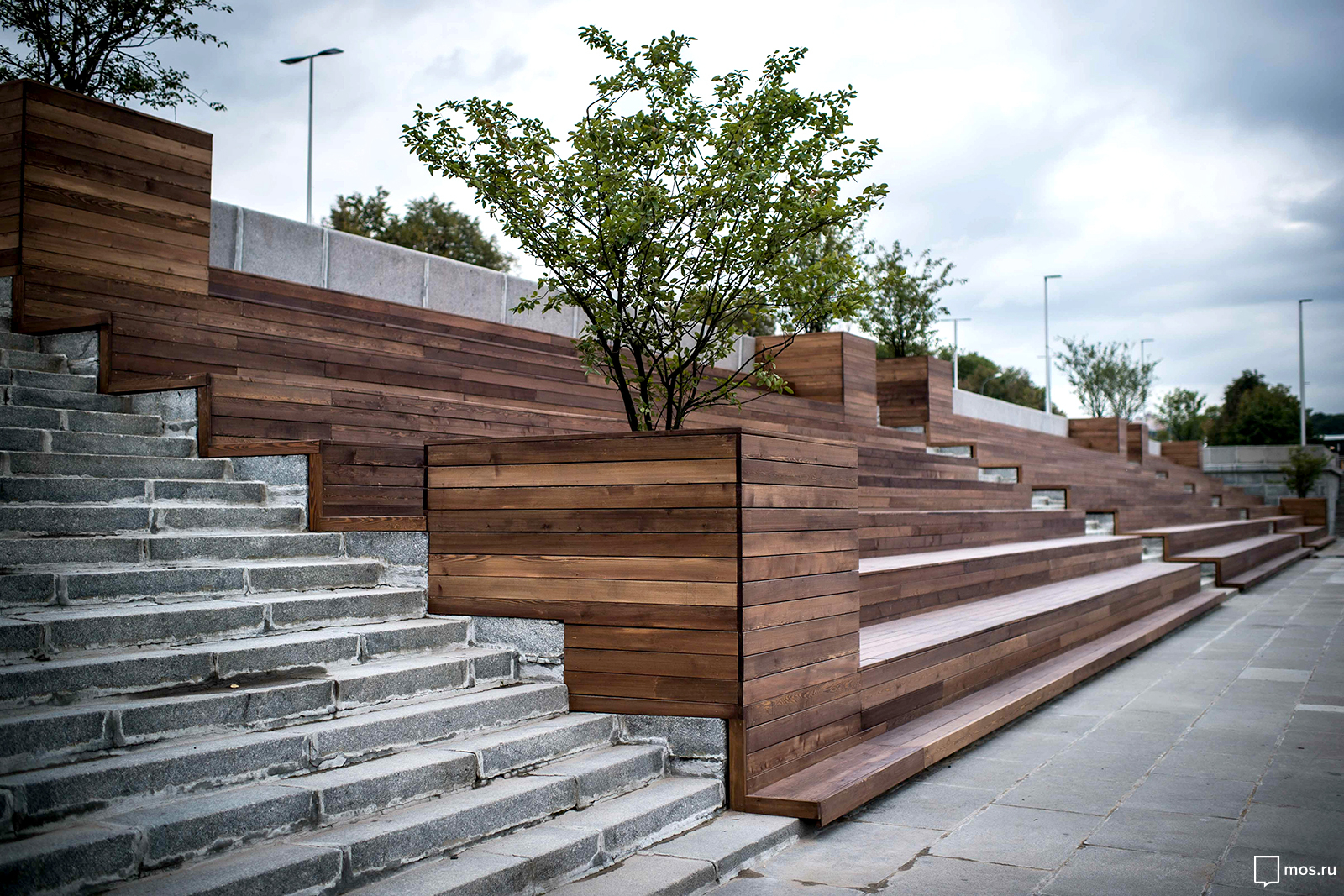